# Тиршенројт
Тиршенројт (њем. Tirschenreuth) град је у њемачкој савезној држави Баварска. Једно је од 26 општинских средишта округа Тиршенројт. Према процјени из 2010. у граду је живјело 9.188 становника. Посједује регионалну шифру (AGS) 9377154.

## Географски и демографски подаци
Тиршенројт се налази у савезној држави Баварска у округу Тиршенројт. Град се налази на надморској висини од 504 метра. Површина општине износи 103,9 km². У самом граду је, према процјени из 2010. године, живјело 9.188 становника. Просјечна густина становништва износи 88 становника/km².

## Међународна сарадња
| Мјесто           | Држава    | Врста сарадње | Од    |
| ---------------- | --------- | ------------- | ----- |
|                  | Француска | пријатељство  | 1984. |
|                  | Француска | партнерство   | 2001. |
| Маријанске Лазне | Чешка     | контакт       | 2000. |
|                  | САД       | контакт       | 1985. |
| Извор            |           |               |       |